# Боссоли, Карло
Карло Боссоли (6 декабря 1815 года, Лугано, Швейцария — 1 августа 1884 года, Турин, Италия) — итальянский и швейцарский живописец: пейзажист, маринист, баталист, путешественник.
Карло Боссоли свою молодость провел на юге Российской империи — в Одессе и Крыму, где пользовался покровительством графа Воронцова. В зрелом возрасте жил в Италии, где принимал участие в войне за объединение страны.

## Биография
Художник родился в Швейцарии, в семье итальянского каменщика Пьетро Боссоли. В 1820 году родители Карло переехали в Одессу, где Карло, в 1820—1826 годах, получал образование в школе капуцинов. После её окончания работал у торговца антиквариатом и эстампами, с 1828 года — с художником и декоратором Одесской оперы Ринальдо Наннини, учеником известного итальянского декоратора Алессандро Санкирико. Уже с 1833 года Карло начал писать картины и продавать их. В 1836 году умер его отец и Боссоли пришлось содержать мать, сестру Джованну и её внебрачного сына Франческо Эдуардо. Работы молодого художника заметил граф Воронцов, новороссийский и бессарабский губернатор. Он заказал Карло несколько рисунков с видами Одессы, хорошо оплатил. После знакомства с семьей Воронцовых Боссоли, по совету жены графа Елизаветы, в мае 1839 года отправился в Италию с целью обучения живописи. По дороге он посетил Стамбул. В Италии Карло поехал сначала в Рим, где провёл некоторое время в общении с английскими художниками. Затем был в Милане, Неаполе, родном Лугано. В 1840 году Карл вернулся из Италии в Крым, жил в Алупке у Воронцова до 1842 года. За это время он много ездил по Крыму и создал более 70 пейзажей.
В 1842 году в одесской типографии Д. Кленова был напечатан первый альбом чёрно-белых литографий Боссоли, содержащий 24 работы. Другой альбом, с 52 рисунками, был опубликован уже в 1853 году в Лондоне. В 1844 году, по просьбе матери, Карло Боссоли оставил Российскую империю и уехал в Италию. Сначала семья жила в Милане. Боссоли много ездил по окрестным городкам, рисовал в городе и на природе. В 1848 году он сделал серию картин Миланского восстания. 1849 умерла мать Карло. После восстания 1853 года Боссоли пришлось бежать в Турин, где он и жил до конца жизни. В 1850-х годах Боссоли много путешествовал, посетил Англию, Шотландию, Францию, Испанию, Марокко. В 1857 году путешествовал по Дании, Норвегии, Швеции, Германии, Финляндии, России. В 1859—1860 годах Карло принял участие во второй итальянско-австрийской войне за объединение Италии, выполнив серию рисунков на военную тему. За эти работы принц Оттон Евгений даровал ему титул «живописец нашей истории». Во время войны Боссоли заболел лихорадкой, поэтому в последующие годы уже меньше рисовал, а больше занимался обустройством собственного дома в мавританском стиле, напоминающем Воронцовский дворец. Много времени посвящал также своему любимому племяннику. За год до смерти Боссоли женился на своей подруге, 21-летней Аделаиде де Каролис. Умер 8 апреля 1884 года. Похоронен в родном городе Лугано.

## Галерея

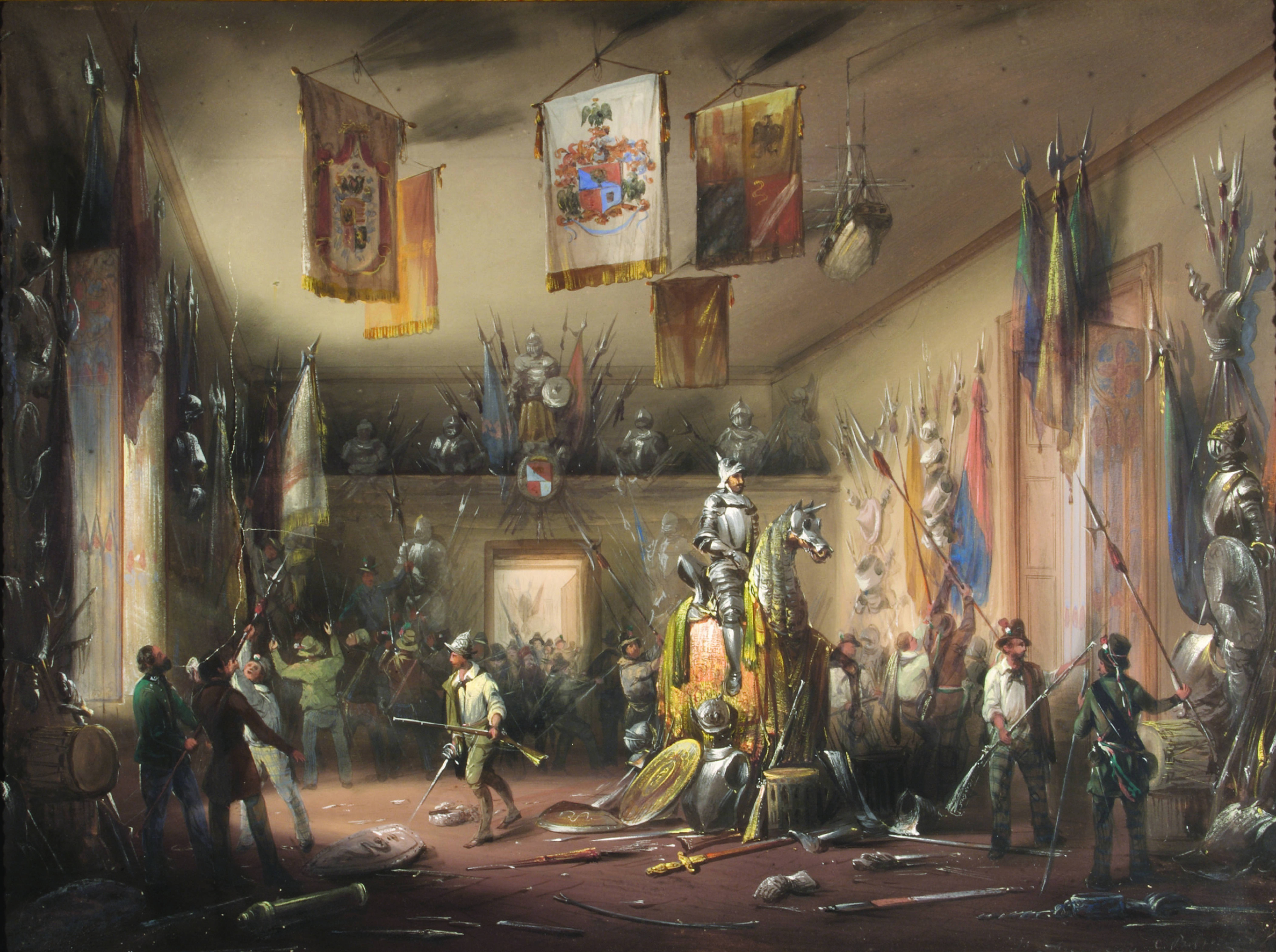
Оружейная комната семейства Убольдо (ит.), захваченная повстанцами. (1848)
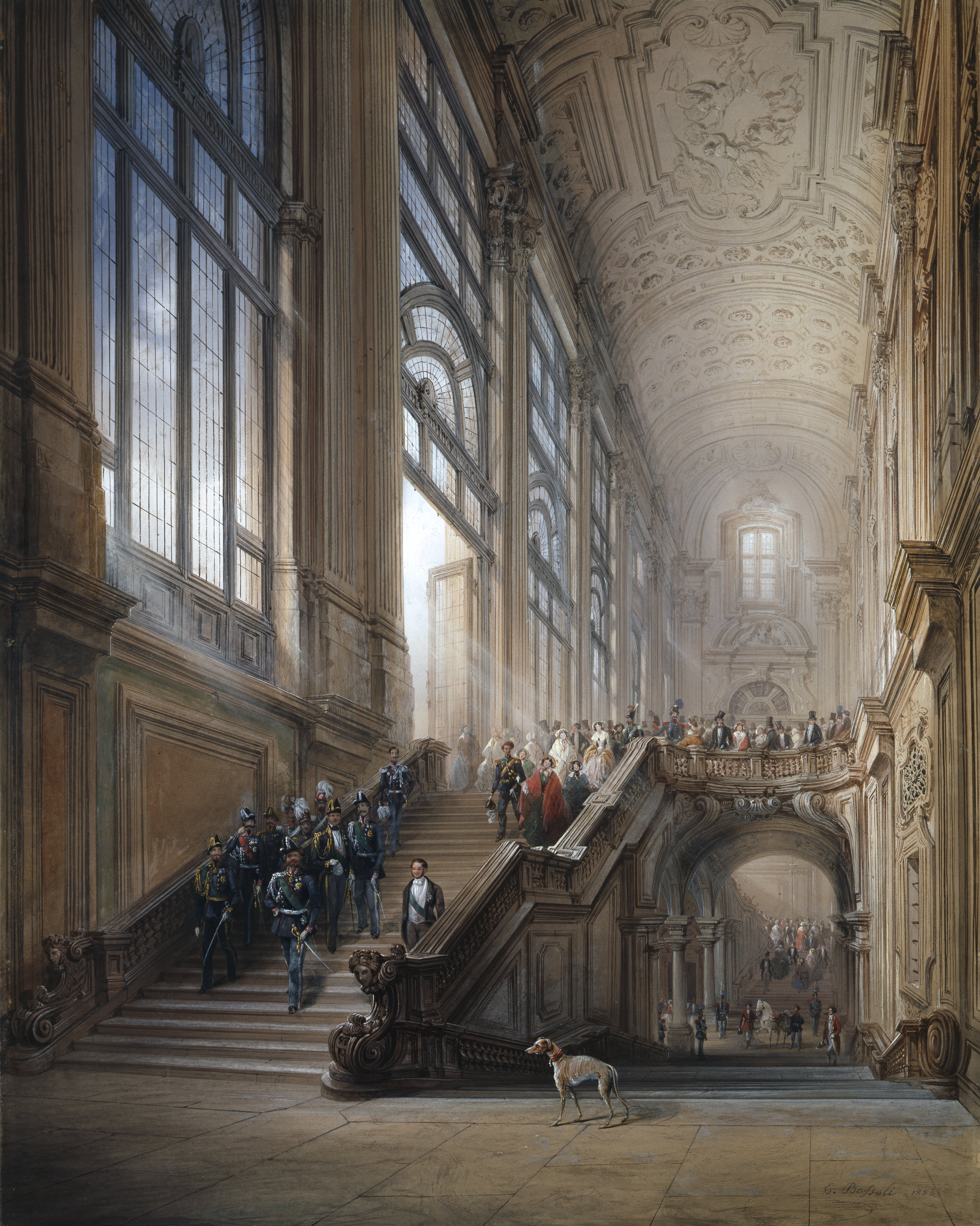
Король Виктор Эммануил II, Камилло ди Кавур и министры на открытии V парламента Королевства Сардинии (ит.) в палаццо Мадама, 1853 год.
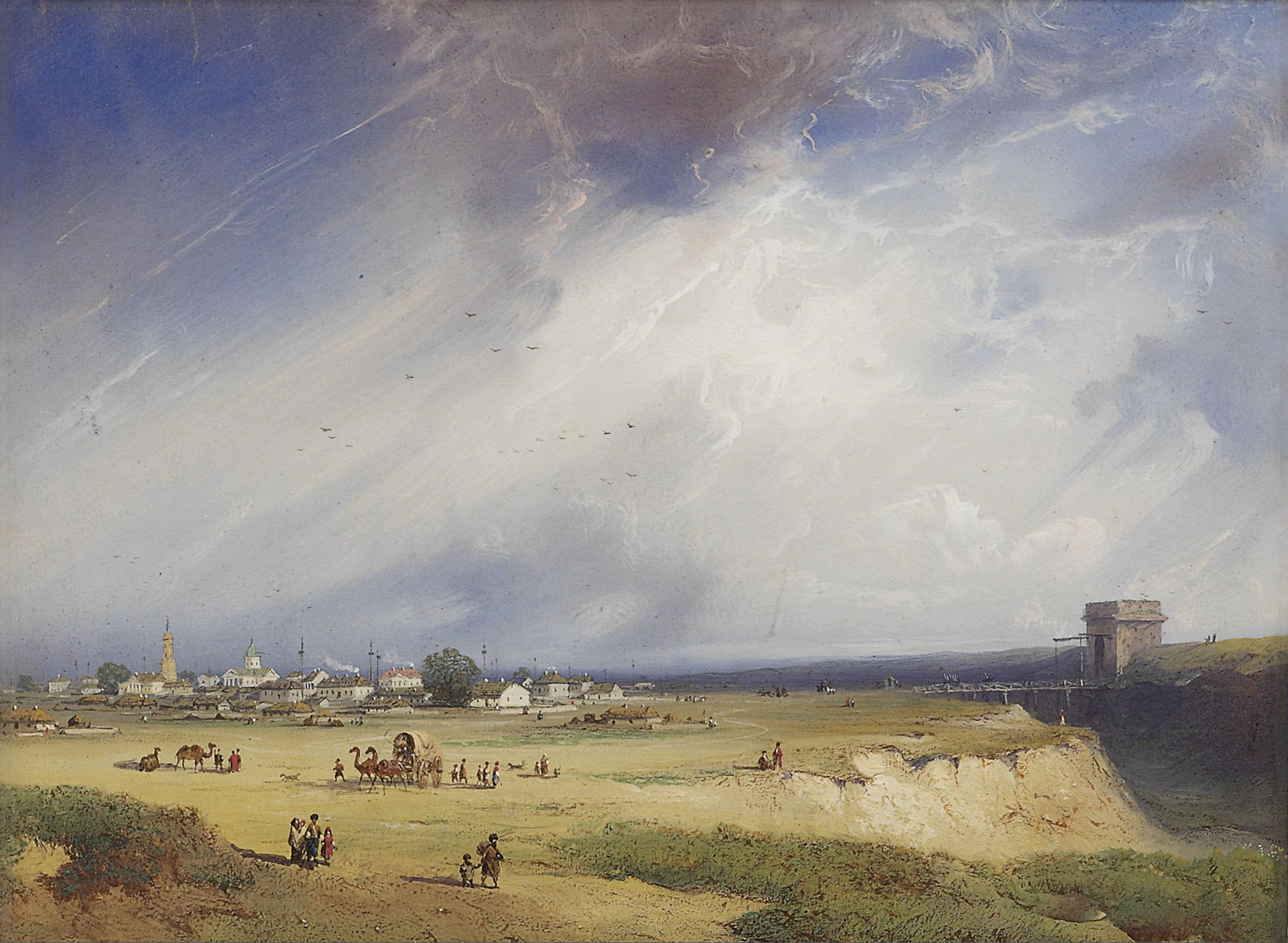
Вид Крыма, показывающий окрестности Перекопа, 1842
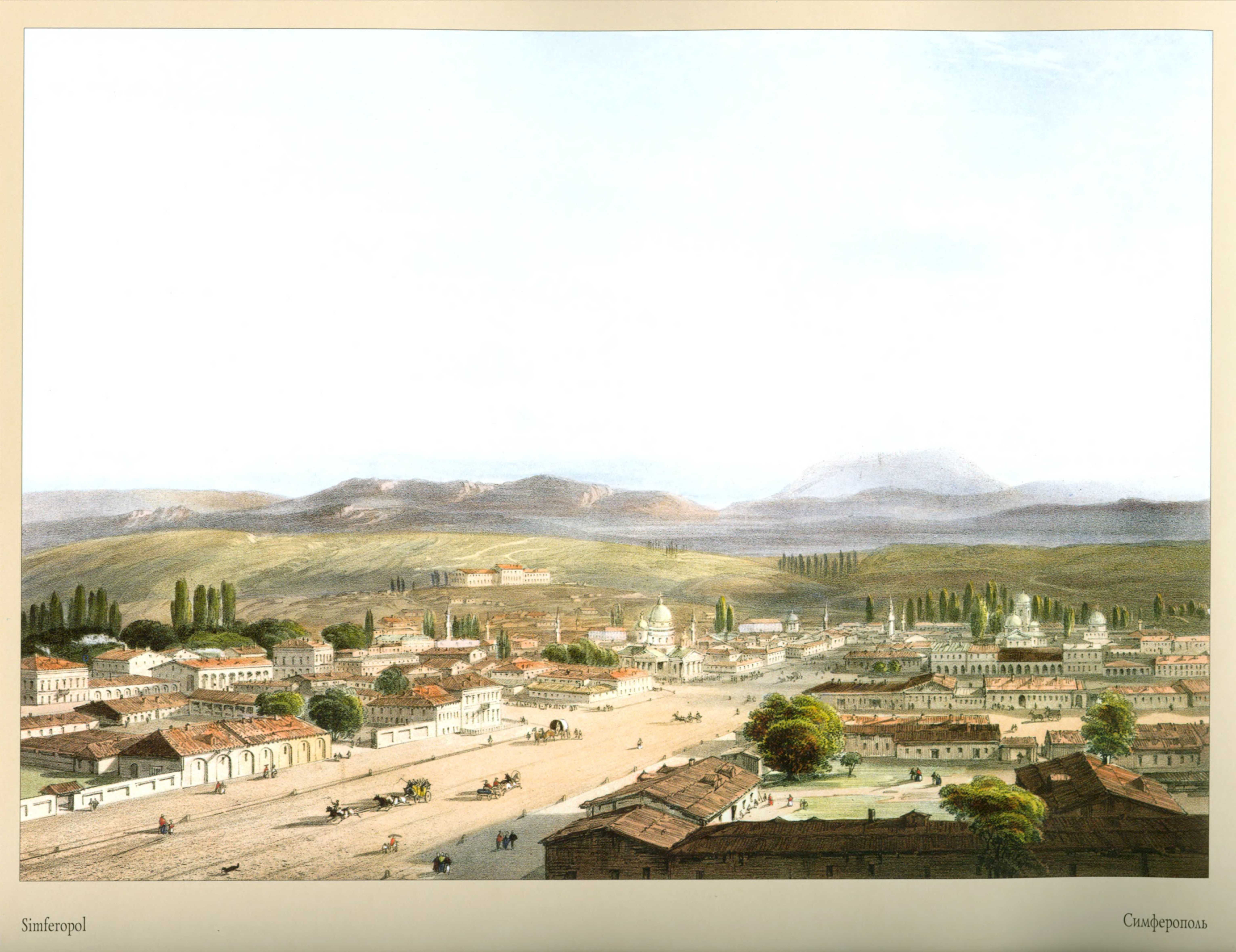
Симферополь. Из альбома «Пейзажи и достопримечательности Крыма», Лист 34, 1856 год.
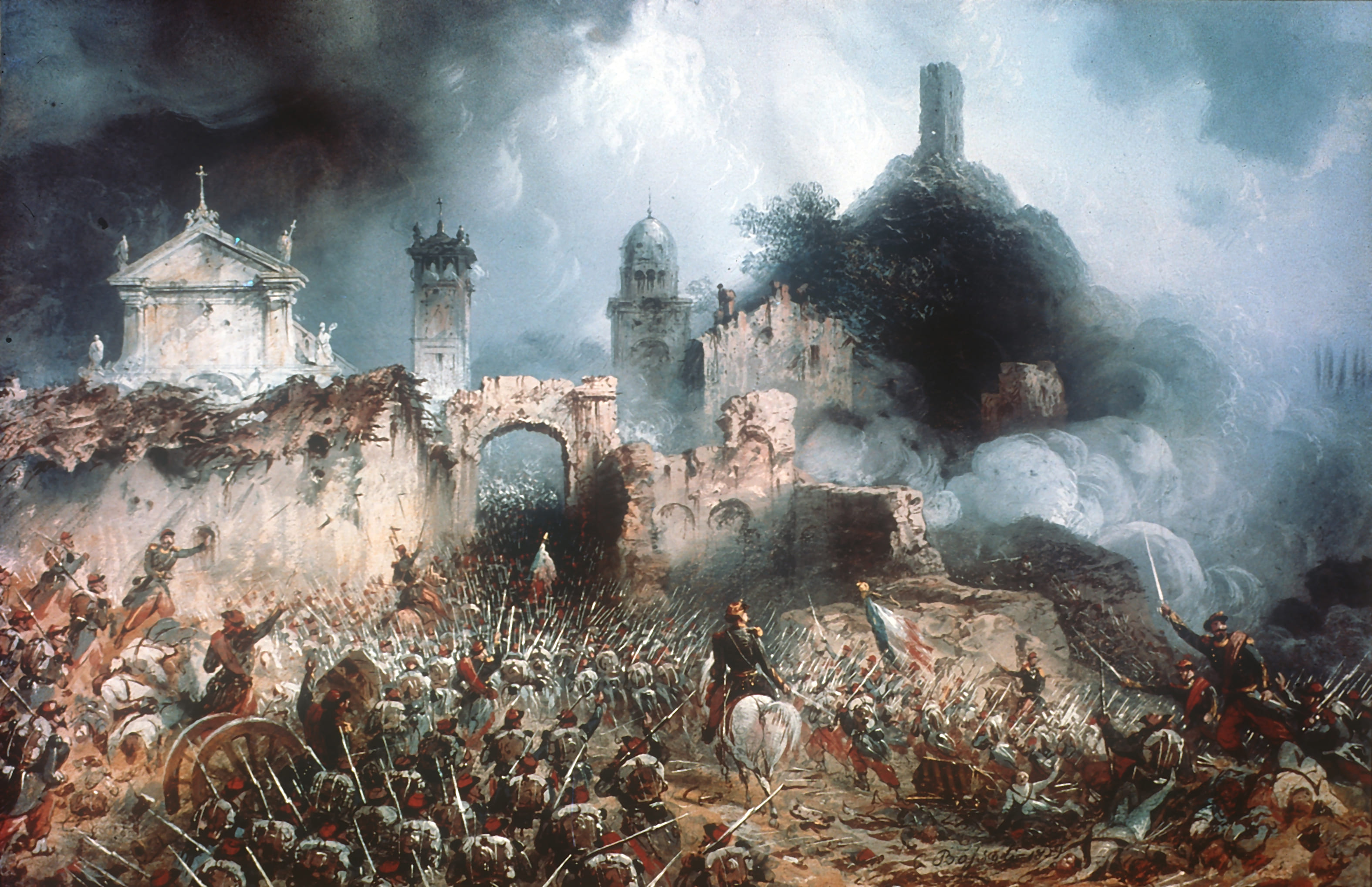
Битва при Сольферино, 1859 год.
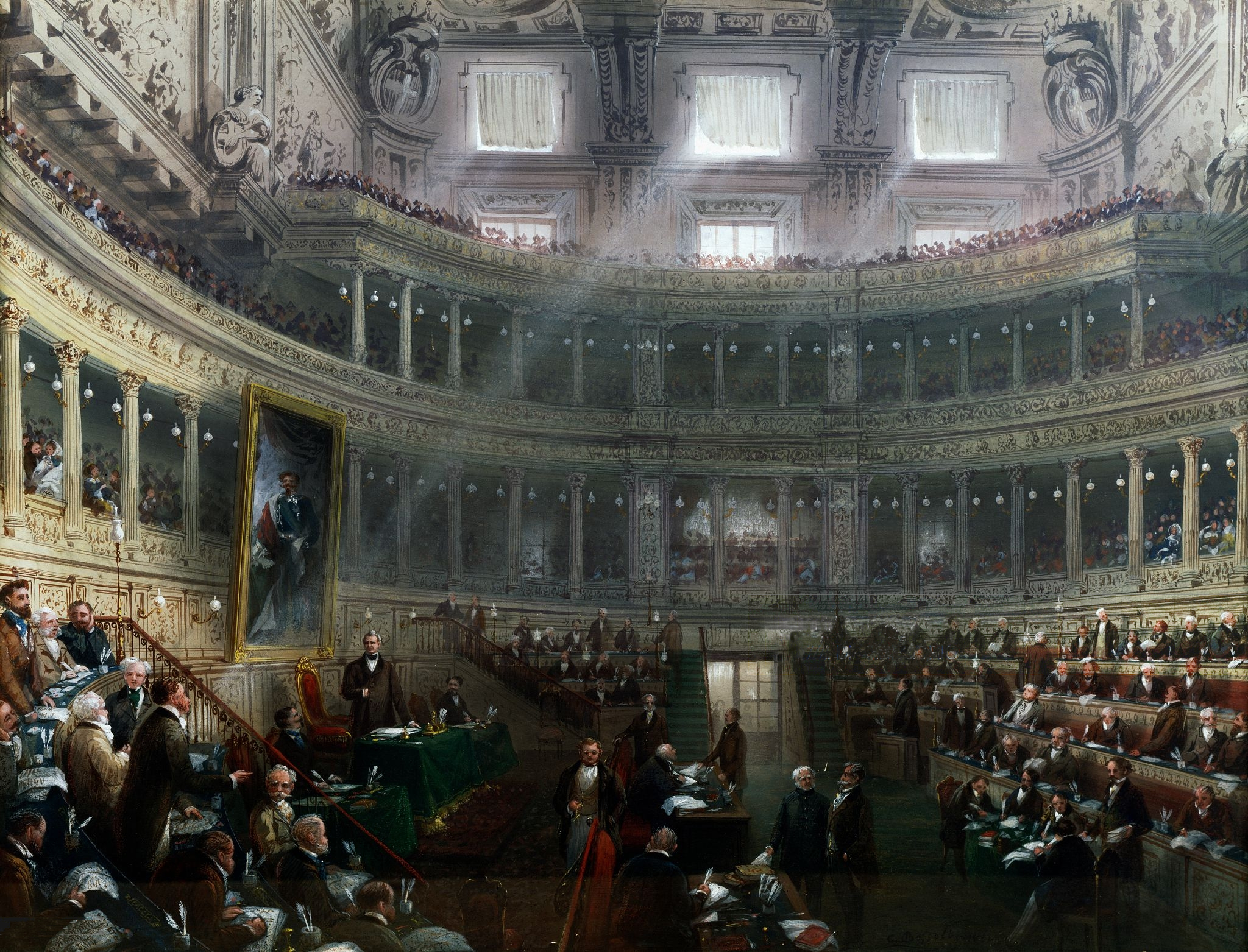
Парламент Королевства Сардинии в палаццо Мадама, под руководством Чезаре Альфьери, маркиза ди Состеньо, 1860 год.